# Metopia lucipeda
Metopia lucipeda är en tvåvingeart som beskrevs av Henry J. Reinhard 1961. Metopia lucipeda ingår i släktet Metopia och familjen köttflugor. Inga underarter finns listade i Catalogue of Life.